# 심즈 4
《심즈 4》(영어: The Sims 4)는 맥시스가 개발하고 일렉트로닉 아츠가 배급한 무료 플레이 소셜 시뮬레이션 게임으로, 《심즈 3》(2009년)에 이은 심즈 시리즈의 네 번째 주요 타이틀이다. 이 게임은 2014년 9월 2일 북미에서 윈도우용으로 출시되었고, 2015년 2월에는 OS X 버전이, 2017년 11월에는 플레이스테이션 4와 엑스박스 원 버전이 출시되었다. 2022년 10월 18일, 무료 플레이 모델로 전환되었으며, 출시 이후 개발된 다양한 유료 다운로드 가능 콘텐츠 팩 판매를 통해 수익을 창출하고 있다.
시리즈의 이전 타이틀들과 마찬가지로, 《심즈 4》는 플레이어가 "심"이라고 불리는 캐릭터를 만들고 옷을 입히며, 그들을 위한 집을 짓고 가구를 배치하고, 일상생활을 시뮬레이션할 수 있게 한다. 이 게임은 새로 개발된 맞춤 게임 엔진을 도입하여 캐릭터 생성과 집 짓기 도구를 개선했으며, 심을 위한 새로운 감정 및 성격 시스템으로 게임 내 시뮬레이션을 더욱 심화시켰다.
《심즈 4》의 개발은 온라인 멀티플레이어 타이틀로 시작되었으나, 2013년 맥시스의 《심시티》 출시 당시 부정적인 반응에 따라 싱글플레이어 경험으로 계획이 변경되었다. 게임 출시 전 몇 달 동안, 맥시스는 이전 《심즈》 주요 타이틀에 있었던 몇 가지 기능들이 출시 시점에는 제외될 것이라고 밝혔는데, 불충분한 개발 시간과 기술적 복잡성을 이유로 들었다. 이는 플레이어들에게 부정적으로 받아들여졌다. 《심즈 4》는 초기 출시 당시 비평가들로부터 엇갈린 평가를 받았다. 게임의 시각적 디자인, 개선된 심즈 AI 시뮬레이션, 단순화된 건축 도구는 호평을 받았지만, 이전 《심즈》 타이틀에 비해 콘텐츠 부족, 빈번한 로딩 화면, 오류, 그리고 누락된 기능들에 대해서는 비판을 받았다.
《심즈 4》는 상업적으로 성공을 거두어 2014년 종합 비디오 게임 차트에서 1위를 차지했으며, 2023년 기준 전 세계적으로 7천만 명 이상의 플레이어를 확보하여 프랜차이즈 내에서 가장 인기 있는 게임이 되었다. 게임 콘텐츠 추가에는 수많은 유료 다운로드 가능 콘텐츠 팩을 지원하는데, 특히 16개의 확장팩, 12개의 게임팩, 그리고 여러 아이템팩과 키트가 포함된다. 확장팩은 가장 큰 규모의 콘텐츠 팩이다. 가장 최근의 확장팩인 《심즈 4: 심즈의 사랑법》은 2024년 7월 25일에 출시될 예정이다. 주요 기능을 도입하고 확장하는 무료 콘텐츠 업데이트도 출시되었는데, 여기에는 수영장, 더 많은 캐릭터 커스터마이징 옵션, 추가적인 건축 도구, 게임플레이 시나리오 등이 포함된다. 현재 "프로젝트 르네"라는 작업명으로 새로운 메인라인 《심즈》 타이틀이 개발 중에 있다.

## 게임플레이
《심즈 4》는 시리즈의 이전 타이틀들과 유사한 소셜 시뮬레이션 게임이다. 달성해야 할 주요 목표나 목적이 없으며, 대신 플레이어는 선택을 하고 상호작용적 환경에 충실히 참여하도록 권장된다. 게임의 초점은 "심"(Sims)이라고 불리는 가상의 사람들의 시뮬레이션된 삶에 맞춰져 있으며, 플레이어는 그들의 행동을 지시하고, "욕구"를 충족시키며, 그들이 원하는 것을 달성할 수 있도록 돕는 책임을 진다. 의무사항은 아니지만, 플레이어가 원한다면 목표 기반의 게임플레이도 가능하며, 각 심은 평생의 포부와 현재 게임플레이를 기반으로 생성되는 "소망과 두려움"이라는 개인적 목표를 가지고 있다.
시몰레온(§)은 게임에서 사용되는 화폐 단위이며, 심은 심리시라고 불리는 가상의 언어로 의사소통한다. 심은 6가지 욕구를 가지고 있다: 허기, 용변, 위생, 사교, 재미, 에너지. 이러한 욕구는 심이 게임 내 하루를 보내면서 소진되며, 다양한 가정용품과 가구를 통해 채워진다. 심은 주로 직업을 갖거나 그림이나 정원 농작물과 같은 제작 아이템을 판매하여 돈을 벌며, 직업과 아이템 제작을 위해 기술을 개발해야 한다. 예를 들어, 요리사 직업 경로에 있는 심은 요리 기술에 능숙해야 한다. 게임에는 무한한 돈과 숨겨진 게임플레이 옵션과 같은 포괄적인 치트 목록이 포함되어 있다. 유료 다운로드 가능 콘텐츠(DLC) 팩은 플레이할 수 있는 기능, 아이템, 세계, 게임플레이 옵션의 수를 확장한다.
《심즈 4》의 OS X와 윈도우 버전은 이전의 주요 《심즈》 게임들과 마찬가지로 광범위한 모딩을 지원한다. 플레이어가 개발한 모드 콘텐츠에는 스크립트 모드와 커스텀 콘텐츠의 두 가지 유형이 있다. 스크립트 모드는 일반적으로 게임플레이 행동을 수정하거나 게임플레이 메커니즘을 추가하는 반면, 커스텀 콘텐츠는 커스텀 헤어스타일, 메이크업, 의상, 가구 등의 꾸미기 아이템을 포함한다.

### 심 만들기
《심즈 4》에서 '심 만들기'는 게임 세계에 배치할 개별 심과 가족을 만드는 주요 인터페이스이다. 심의 얼굴과 신체 특징은 해당 부위를 직접 선택하고 조작하여 조정할 수 있으며, 미리 만들어진 얼굴 특징도 선택할 수 있다. 심은 신생아, 영아, 유아, 어린이, 청소년, 청년, 성인, 노인의 8단계 생애 주기를 가진다. 아기 단계를 제외한 모든 생애 단계는 심 만들기에서 만들 수 있다. 유아 단계는 원래 게임 출시 시에는 없었지만 2017년 업데이트를 통해 추가되었다. 신생아와 영아 단계는 2023년 3월 업데이트를 통해 게임에 추가되어 아기 단계를 대체하였다.
각 심은 세 가지 성격 특성과 고유한 특별 특성을 포함하는 야망을 가진다. 특성은 심의 성격을 결정하며 그들의 행동과 감정에 상당한 영향을 미친다. 야망은 심의 평생 목표로, 각각 게임플레이에서 달성해야 할 과제 목록을 포함한다. 심은 야망을 완수하면 보상 특성을 얻어 야망과 관련된 행동을 수행할 때 부스트를 받는다. 새로운 심을 만들 때, 성격 퀴즈 옵션을 통해 자동으로 성격과 야망을 생성할 수 있다. '유전 적용하기' 기능을 통해 플레이어는 가구 내 심의 형제자매, 자녀, 부모를 만들 수 있으며, 선택된 가구 심으로부터 얼굴 특징, 피부톤, 머리색, 눈동자색 등의 신체적 특성을 물려받을 수 있다. 2021년 업데이트로 추가된 "좋아하는 것과 싫어하는 것"은 각 심이 선호하는 미학과 활동을 결정하며, 심 만들기에서 지정하거나 게임플레이 중에 발전시킬 수 있다.
신비하고 특이한 심은 다양한 확장팩과 게임팩을 통해 소개된다. 이러한 신비하고 특이한 존재에는 외계인, 뱀파이어, 인어, 마법사, 늑대인간 등이 포함되며, 일부는 심 만들기에서 직접 만들 수 있다. 고양이와 강아지 반려동물은 《고양이와 강아지》 확장팩을 통해 도입되었으며, 심 만들기 내의 "반려동물 만들기" 모드에서 만들거나 게임플레이 중에 입양할 수 있다. 2016년 업데이트를 통해 심의 성별 옵션이 확장되어 성별 표현의 자유도가 높아졌다. 이 업데이트로 모든 성별의 심이 어떤 헤어스타일과 옷이든 착용할 수 있게 되었고, 성별에 관계없이 임신이 가능해졌다. 게임의 피부톤 다양성은 플레이어들의 강력한 요구에 따라 2020년 업데이트를 통해 크게 확장되었다. 피부톤은 따뜻한 톤, 중간 톤, 차가운 톤으로 나뉘었으며, 피부톤과 메이크업 색상의 채도와 불투명도를 조정할 수 있는 기능이 도입되었다.
2022년 업데이트에서는 잇 겟츠 베터 프로젝트와 GLAAD와의 협력을 통해 심의 선호 대명사 옵션이 추가되었다. 영어판에서 심은 그/그의(he/him), 그녀/그녀의, 또는 그들/그들의(they/them)와 같은 미리 설정된 대명사를 가질 수 있거나, 플레이어가 자신의 심을 위한 대명사 세트를 직접 커스터마이징할 수 있다. 또 다른 2022년 업데이트에서는 심의 성적 지향을 선택할 수 있는 기능과 함께 로맨틱하거나 성적으로 매력을 표현하는 방식을 선택할 수 있는 기능이 추가되었다. 이 업데이트는 또한 심이 유연한 성적 지향을 가질 수 있게 하여, 캐릭터가 게임플레이 중 진행됨에 따라 나중에 변경이 가능하도록 했다.

### 건축 모드
건축 모드는 《심즈 4》에서 주택과 부지를 건설하고 가구를 배치하는 주요 인터페이스이다. 이전 게임들에서 가정용 가구를 구매하는 인터페이스였던 구매 모드는 건축 모드에 통합되었다. 건축 모드에서 플레이어는 텔레비전, 샤워 시설, 침대, 냉장고 등 심즈를 위한 가구와 가전제품을 구매할 수 있으며, 각 물품은 욕구 충족, 기술 향상, 또는 단순한 장식 등의 정해진 기능을 가진다. 일부 잠겨있거나 숨겨진 아이템들은 직업 레벨 진행이나 치트를 통해 잠금 해제될 수 있다. 플레이어는 또한 건물을 처음부터 건설하고 실내 배치를 디자인할 수 있으며, 자신의 맞춤 건물과 부지를 게임 내 라이브러리에 저장할 수 있다. 방과 건물 전체를 그 안에 배치된 모든 물건과 함께 크기 조정, 이동, 복제할 수 있다. 또는 미리 만들어진 가구가 배치된 방과 건물의 선택지도 이용 가능하다. 플레이어는 마을 지도의 모든 부지에 건설하고 커스터마이징할 수 있으며, 각 부지의 경계 내에서만 건설할 수 있다. 장식용 분수, 수영장, 연못과 같은 물과 관련한 공간을 건설할 수 있다.
실내 건축 옵션에는 문, 아치형 출입구, 반쪽 벽, 벽 장식, 바닥이 포함된다. 건물을 지을 때, 건물은 최대 4층까지 가능하며, 건물 층의 벽은 세 가지 다른 높이를 가질 수 있고, 높이 조절이 가능한 토대를 추가할 수 있으며, 창문은 벽을 따라 수직으로 위아래로 이동할 수 있다. 지하실, L자형 및 U자형 계단, 사다리, 바닥 플랫폼과 같은 추가적인 건축 옵션들은 이후의 업데이트를 통해 추가되었다.

### 마을

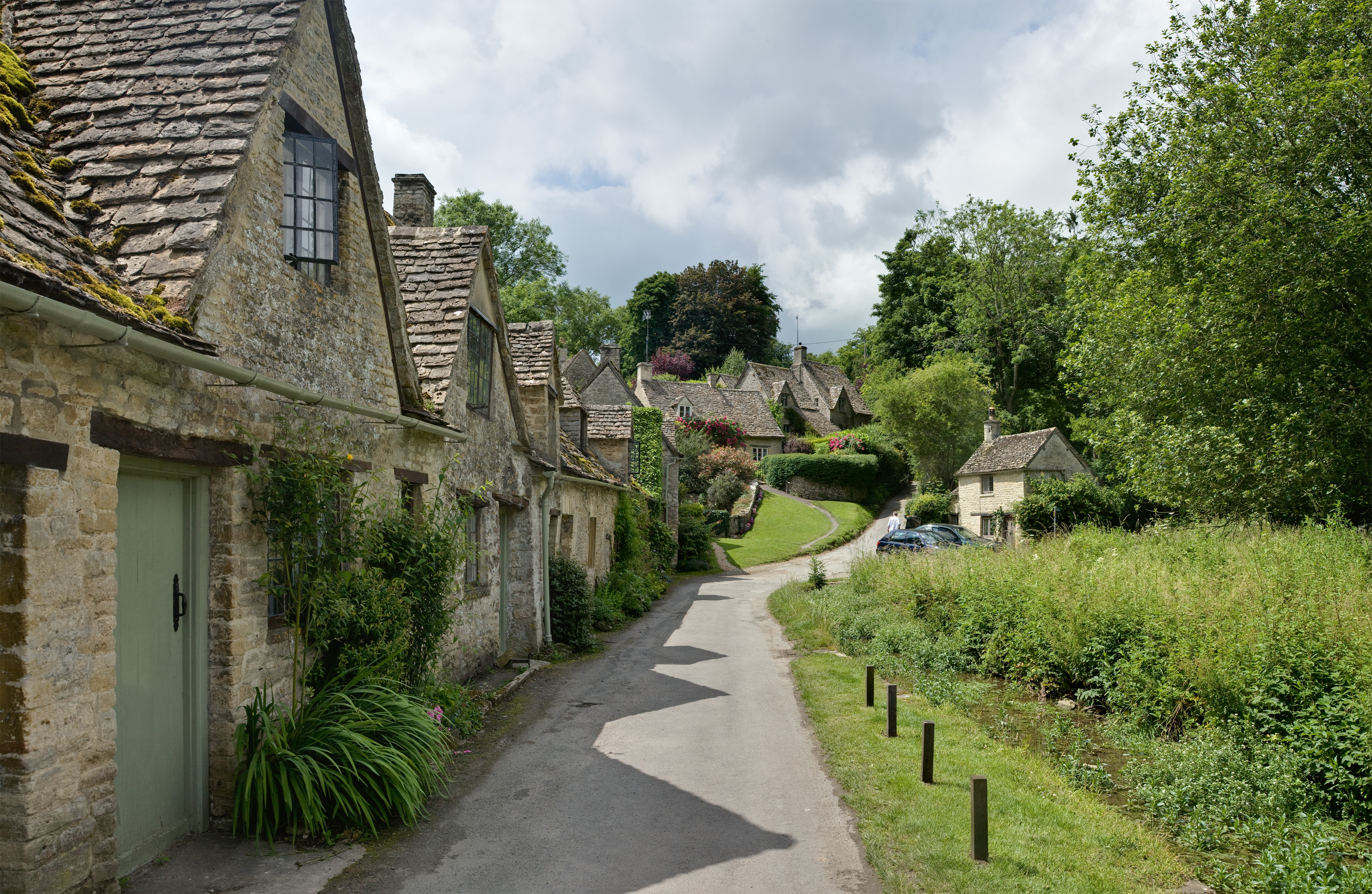
《심즈 4》의 다운로드 콘텐츠(DLC) 팩에 포함된 세계는 종종 실제 장소에서 영감을 받는다. 예를 들어, 《코티지 라이프》 확장팩의 헨포드-온-베이글리 마을은 코츠월즈(그림 참조)와 같은 잉글랜드 시골 지역에서 영감을 받았다고 알려져 있다.

마을은 여러 개의 동네 모음으로, 각 동네는 플레이어가 커스터마이징하고 건설할 수 있는 여러 주거용 또는 공동 부지를 포함한다. 심은 거주하는 마을과 관계없이 어떤 마을에 위치한 부지든 방문할 수 있으며, 다른 가구의 심은 마을 내를 돌아다니는 논플레이어 캐릭터로 볼 수 있다. 비밀 부지를 제외한 모든 부지는 지도 보기에서 심이 직접 방문할 수 있다. 비밀 부지는 특별한 게임플레이 오브젝트와 상호작용하거나 일부 직업의 작업 장소로만 접근할 수 있다.
《심즈 3》와 달리, 《심즈 4》는 오픈 월드를 지원하지 않으며, 부지와 미을 간 이동 시 로딩 화면이 발생한다. 그러나 동네는 심즈가 동네 경계 내에 배치된 게임플레이 오브젝트와 상호작용할 수 있게 함으로써 일부 오픈 월드 기능성을 제공한다. 《심즈 4》의 기본 게임에는 세 개의 마을이 포함되어 있다. 윌로우 크릭과 오아시스 스프링스는 미리 만들어진 주택, 공동 부지, 가족을 포함하고 있으며, 뉴크레스트는 플레이어가 자유롭게 건설할 수 있는 빈 부지만 포함된 샌드박스 마을이다. 추가 마을은 게임의 확장팩과 "게임팩"에 포함되며, 추가된 마을은 주로 팩의 핵심 요소가 된다. 이러한 마을들은 종종 실제 장소에서 영감을 받는다. 예를 들어, 《아일랜드 라이프》는 열대 마을 술라니를 소개하고, 《정글 어드벤처》는 라틴 아메리카에서 영감을 받은 휴가지 셀바도라다를 소개하며, 《겨울이야기》는 일본에서 영감을 받은 산악 마을 코모레비산을 소개하고, 《코티지 라이프》는 영국 시골에서 영감을 받은 헨포드-온-베이글리라는 마을을 포함한다.

### 새로운 게임플레이 요소
갤러리는 플레이어가 맞춤 제작한 심즈, 심즈 가구, 방, 건물을 업로드, 공유, 다운로드할 수 있는 온라인 콘텐츠 교환 플랫폼이다. 이는 게임 내에서 직접 접근하거나 《심즈 4》 웹사이트를 통해 온라인으로 접근할 수 있다. 갤러리는 2020년에 플레이스테이션 4와 엑스박스 원 버전의 게임에서도 이용 가능하게 되었다.
감정은 이전 타이틀의 심즈 기분 시스템을 발전시킨 새로운 게임플레이 메커니즘이다. 감정은 게임 내 행동, 사건, 다른 심과의 사회적 상호작용에 의해 영향을 받을 수 있다. 긍정적이거나 부정적인 무드렛(일종의 버프)은 심의 현재 감정에 영향을 미치며, 기술 포인트 획득 효율성 증가와 같이 심의 행동과 행태에 직접적인 영향을 줄 수 있다. 행복, 슬픔, 분노 등 여러 종류와 강도의 감정이 있으며, 일부 강도 높은 감정 단계는 감정적 죽음의 가능성을 가져온다. 멀티태스킹 시스템은 심이 한 번에 여러 행동을 수행할 수 있게 하는 새로운 게임플레이 메커니즘이다. 예를 들어, 요리를 하면서 동시에 다른 심과 대화를 나눌 수 있다.

## 개발
《심즈 4》의 개발은 "올림푸스"라는 워킹 타이틀 아래 온라인 멀티플레이어 타이틀로 시작되었다. 맥시스는 배급사 일렉트로닉 아츠(EA)의 더 많은 온라인 멀티플레이어 타이틀 출시 계획의 일환으로 온라인 멀티플레이어 게임플레이 요소를 포함시키고자 했다. EA 레이블 사장 프랭크 기보는 2012년에 "싱글플레이어 경험으로 개발되는 게임에 대해 단 한 번도 승인한 적이 없다. 오늘날 우리의 모든 게임은 365일 일주일 내내 24시간 라이브로 만드는 온라인 애플리케이션과 디지털 서비스를 포함하고 있다"고 말했다. 하지만 이러한 계획은 결국 2013년 3월 맥시스의 《심시티》 출시 당시 부정적인 반응으로 인해 변경되었다. 《심시티》는 게임의 필수적인 네트워크 연결과 관련된 광범위한 기술적, 게임플레이적 문제로 어려움을 겪었다. 그 결과, "올림푸스"는 싱글플레이어 경험으로 재작업되어 《심즈 4》로 출시되었다. 게임의 출시 버전은 오리진 계정으로 게임을 활성화하는 최초 설치 과정에서만 인터넷 연결을 필요로 한다. 또한, 《심즈 4》의 개발은 2014년 1월 게임 개발을 지원하고 있던 EA 솔트레이크의 인원 감축에 영향을 받았다. 게임 개발에 참여하고 있던 남은 EA 솔트레이크 직원들은 캘리포니아 레드우드 쇼어즈에 있는 맥시스 스튜디오로 이전되었다.

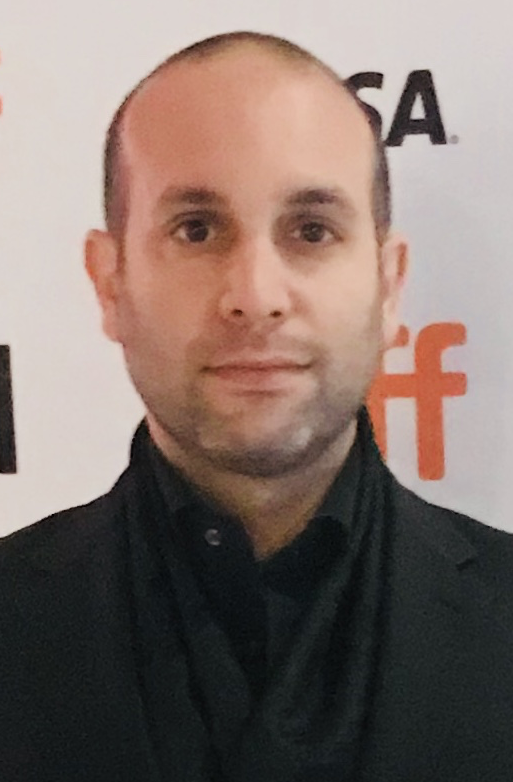
일란 에쉬케리이 작곡한 이 게임의 음악은 게임플레이 중 새로운 심 감정 시스템을 부각하고자 하였다.

《심즈 4》는 "스마트심"이라는 이름으로 마케팅된 새로 개발된 독자적 게임 엔진을 사용한다. 이 엔진과 함께 맥시스는 《심즈 4》를 위한 새로운 심 감정 시스템 개발에 집중했으며, 더 표현력 있고 복잡한 심즈 애니메이션을 개발했다. 이들은 이전 《심즈》 타이틀에서의 심즈 행동을 비교적 "로봇 같다"고 표현했다. 걷기 애니메이션과 얼굴 표정의 개발은 게임플레이에서 심즈의 감정을 더 잘 표현하는 것과 심즈 간의 사회적 상호작용을 더 자연스럽고 생동감 있게 만드는 것에 중점을 두었다.
영국의 신고전주의 작곡가 일란 에쉬케리가 게임의 오케스트라 사운드트랙을 작곡했다. 여기에는 싸움을 마주치거나, 첫 키스, 결혼식, 또는 화장실이 고장나는 등 심의 다양한 "주요 감정적 순간"을 동반하는 140개 이상의 간단한 사운드 이펙트가 포함되었다. 이전 《심즈》 타이틀들과 비교하여, 《심즈 4》의 사운드트랙은 이러한 게임플레이 이벤트 동안 심의 감정 영향을 강조하도록 설계되었다. 에쉬케리는 게임의 샌드박스적 특성으로 인해 음악 작곡에 어려움이 있었다고 언급했으며, 이를 그의 이전 영화 음악 작업과 대조했다. 모든 음악은 런던의 애비 로드 스튜디오에서 녹음되었으며, 런던 메트로폴리탄 오케스트라가 연주했다.

### 제외된 요소
2014년 9월 게임 출시를 앞둔 몇 달 동안, 맥시스는 수영장과 유아기 심 생애 단계, 가계도와 같이 이전 《심즈》 타이틀에 존재했던 여러 게임플레이 기능들이 《심즈 4》에 포함되지 않을 것이라고 밝혔다. 《심즈 3》에서 도입된 오픈 월드와 "스타일 만들기" 색상 커스터마이징 기능과 같은 일부 게임플레이 기능들도 게임에서 제외되었다. 이러한 발표는 플레이어들 사이에서 비판을 불러일으켰다. 플레이어들은 특히 수영장과 유아기 심과 같은 핵심 《심즈》 게임플레이 요소들의 제외에 대해 실망감을 표현했으며, 이에 대응하여 Change.org 웹사이트에서 청원을 시작했다. 일부는 언급된 기능들이 의도적으로 제외되어 향후 유료 DLC로 재도입될 것이라고 추측했다.
맥시스는 플레이어들의 비판에 대응하여 성명을 발표했다. 개발사는 새로 개발된 게임 엔진, 기술, AI 시뮬레이션 시스템, 그리고 개편된 심 생성과 건축 모드에 개발 자원을 할당해야 했기 때문에 일부 기능들이 제외되었다고 설명했다. 그들은 "지난 5년 동안 《심즈 3》에 추가한 모든 기능과 콘텐츠를 포함하는 것은 불가능했다"고 주장했지만, 제외된 기능들이 게임 업데이트나 DLC를 통해 미래에 재도입될 수 있다고 설명했다.

## 출시와 홍보
2013년 5월 6일, 맥시스는 《심즈 4》가 개발 중이며 2014년에 출시될 예정이라고 알렸다. 《심즈 4》는 2013년 8월 게임스컴에서 게임플레이 데모와 출시 트레일러를 통해 공개되었다. 2014년 5월에는 유튜브에서 여러 트레일러가 공개되었다. 심 만들기 트레일러는 다양한 심즈 커스터마이징 옵션을 보여주었고, 건축 모드 트레일러는 새로운 인터페이스와 건축 도구를 선보였다. 2014년 6월 9일 일렉트로닉 엔터테인먼트 엑스포(E3)에서 게임 영상이 공개되었고, 북미 출시일이 2014년 9월 2일로 발표되었으며 윈도우용으로 출시될 예정이었다. 2014년 8월 12일에는 심 만들기 기능의 무료 플레이가 가능한 데모가 공개되었다.
표준 에디션과 함께 출시된 디지털 전용 디럭스 에디션에는 보너스 게임플레이 오브젝트와 의상, 게임 사운드트랙의 디지털 사본이 포함되었다. 프리미엄 에디션에는 추가로 게임 팁과 아트워크가 담긴 하드커버 책이 포함되었다. OS X 버전은 2015년 2월 17일에 출시되었다. 플레이스테이션 4와 엑스박스 원 버전은 2017년 11월 17일에 블라인드 스쿼럴 게임즈와 공동 개발하여 출시되었다. 이전 콘솔용 《심즈》 게임들과 달리, 《심즈 4》의 콘솔 버전은 OS X와 윈도우 버전의 직접 이식이며 동일한 DLC와 호환된다.

### 협업 프로모션
2014년 게임 출시와 함께 스틸시리즈가 디자인한 《심즈》 테마의 게이밍 헤드셋, 마우스, "플럼밥" USB 조명이 출시되었다. 이 주변기기들은 플레이 가능한 심의 기분에 따라 변하는 내장 LED 조명을 갖추고 있다. 2019년 맥시스는 이탈리아 럭셔리 패션 하우스 모스키노와의 협업을 발표했다. 이 협업에는 프랜차이즈에서 영감을 받은 픽셀 아트 의류 컬렉션과 Moschino 아이템팩이라는 모스키노 테마의 아이템팩이 포함되었다. 리얼리티 경연 TV 시리즈인 《심즈 스파크드》(The Sims Spark'd)가 2020년 7월 17일부터 8월 7일까지 TBS에서 방영되었다. 《심즈》 팬 커뮤니티의 인기 유튜브 채널을 운영하는 12명의 참가자가 출연했으며, 참가자들은 《심즈 4》 내에서 게임플레이 도전 과제를 수행하고 도전 과제의 주제와 제한에 따라 캐릭터와 스토리를 만들어야 했다.
"심즈 세션" 인게임 음악 페스티벌은 2021년 6월 29일부터 7월 7일까지 한정 기간 동안 열렸으며, 게임 마을 내 특별 구역에서 접근할 수 있었다. 가수 비비 렉사, 글래스 애니멀스의 프론트맨 데이브 베일리, 조이 올라도쿤은 각각 자신의 노래 'Sabotage', 'Heat Waves', 'Breathe Again'의 심리시 버전을 녹음하여 이벤트 기간 동안 인게임 공연에서 선보였다.

## 반응
리뷰 집계 사이트 메타크리틱에 따르면, 《심즈 4》는 출시 시 비평가들로부터 "복합적이거나 평균적인 평가"를 받았다. 비평가들은 주로 이전 타이틀, 특히 《심즈 3》의 "스타일 만들기" 색상 커스터마이징 도구, 오픈 월드, 그리고 확장팩의 게임플레이 요소들과 비교하여 《심즈 4》의 기능 부족과 누락된 콘텐츠를 비판했다. 또한 비평가들은 빈번한 로딩 화면과 일부 오류를 경험했다고 언급했다. 2017년에 출시된 플레이스테이션 4와 엑스박스 원 버전은 컨트롤러 기반 게임 조작에 대해 추가적인 비판을 받았으며, 다양한 버그, 오류, 성능 문제도 지적되었다.
《디 이스케이피스트》의 짐 스털링은 게임플레이를 "지루하다"고 표현했으며, 《심즈 4》를 "축소되고 불모지 같다"고 묘사했다. 《IGN》의 칼리 플래그는 누락된 콘텐츠 대신 "멋진 오브젝트"의 부족함에 실망했으며, 《심즈 3》에 비해 건축 모드의 가구 옵션이 부족하다고 지적했다. 《게임레볼루션》의 닉 탄은 이 게임을 "손실 회피의 사례 연구"라고 묘사하며, 누락된 기능과 콘텐츠로 인한 《심즈》 팬들의 좌절감을 언급하고 게임이 "심각하게 불완전하다"고 결론지었다. 비평가들은 눈에 띄는 콘텐츠 부족이 잠재적인 향후 유료 DLC 팩을 위한 기능들을 대신한 것이며, EA의 의도적인 재정적 결정이라고 추측했다. 《하드코어 게이머》의 리 쿠퍼는 이 게임이 "핵심 게임의 일부였어야 할 여러 확장팩을 갖춘 미화된 프리미엄 앱"이라고 결론지었다.
긍정적인 면에서, 비평가들은 게임의 개선된 그래픽 품질, 직관적인 건축 모드와 심 만들기 도구, 게임플레이의 심 감정과 멀티태스킹 시스템, 그리고 갤러리 기능을 칭찬했다. 《IGN》의 플래그는 멀티태스킹 시스템으로 인해 심의 상호작용을 미세하게 관리할 필요가 없다는 점을 칭찬했다. 《하드코어 게이머》의 쿠퍼는 "스타일 만들기"의 누락에도 불구하고 새로운 심 만들기를 "옵션의 진정한 잡다한 모음"이라고 묘사했다. 《게임스팟》의 밴오드는 시각 및 오디오 디자인을 칭찬했으며, 감정과 멀티태스킹 시스템의 조합을 "순수한 기쁨"이라고 표현했다. 《게임레볼루션》의 탄은 "믿을 수 없는" 애니메이션 품질, 직관적인 게임 인터페이스, 그리고 이전 《심즈》 타이틀들에 비해 향상된 성능과 안정성을 칭찬했다. 《PC 게이머》의 크리스 서스턴은 갤러리를 통해 실제 유명인을 닮은 심을 다운로드할 수 있는 능력을 강조했으며, 감정 시스템이 "게임의 느낌과 흐름을 변화시킨다"고 언급했다. 《조이스티크》의 알렉산더 슬리윈스키는 건축 모드의 새로운 검색 기능을 칭찬했다.

### 판매량
EA에 따르면, 2023년 4월 기준 《심즈 4》는 모든 플랫폼에서 전 세계적으로 7천만 명 이상의 플레이어를 확보했으며, 2022년 10월 무료 플레이 모델로 전환된 이후 1천6백만 명의 플레이어를 추가로 확보했다. 배급사는 또한 2019년 기준으로 DLC 팩 판매를 포함하여 이 게임이 총 10억 달러 이상의 수익을 창출했다고 보고했다. 2014년 출시 당시, 《심즈 4》는 《길드워 2》(2012년) 이후 종합 비디오 게임 차트에서 1위를 차지한 최초의 PC 게임이었다. 2018년 EA는 모든 확장팩을 합쳐 3천만 유닛 이상 판매되었다고 보고했다.

## 출시 후
맥시스는 플레이어들의 누락된 기능에 대한 불만에 대응하여 무료 업데이트를 통해 《심즈 4》에 추가 콘텐츠와 기능을 도입하기로 약속했다. 이는 출시 시 제외되었던 이전 《심즈》 주요 타이틀의 기능들, 예를 들어 수영장, 가계도, 유아기 심 생애 단계, 지하실 등을 포함한다. 업데이트를 통해 추가된 다른 주요 기능으로는 추가 샌드박스 마을, 심 만들기에서의 성별 커스터마이징, 게임플레이 시나리오, 지형 조작 도구, "이웃 이야기" 게임플레이 스토리텔링 시스템, "소망과 두려움" 목표 시스템, 영아기 심즈 생애 단계, 폴리아모리 등이 있다. EA는 2021년에 게임의 장기적 지원에 대한 약속을 확인했으며, "장기적으로 우리의 커뮤니티를 지원하고 육성하기 위한 게임 산업 전반의 변화"를 언급했다. 일부 누락된 기능들이 무료 업데이트로 추가되었지만, 일부 리뷰어들은 《육아 일기》와 《그로잉 투게더》와 같은 DLC 팩 구매가 이러한 추가 기능들을 완성시키는 데 불가피하다고 지적했다. 게임의 버그와 불안정성에 대한 비판이 증가함에 따라, 맥시스는 2024년에 더 빈번한 버그 수정 업데이트와 더 나은 성능에 초점을 맞춘 "팀을 구성"했다.
EA는 2022년 9월, 《심즈 4》 기본 게임이 2022년 10월 18일부터 모든 플랫폼에서 무료 플레이로 전환될 것이라고 발표했다. 이로써 《심즈 4》는 《심즈 소셜》, 《심즈 프리플레이》, 《심즈 모바일》에 이어 시리즈의 네 번째 무료 플레이 게임이 되었다. 무료 전환 후 한정된 기간 동안, 기본 게임을 이전에 구매한 기존 플레이어들은 소량의 가구와 건축 모드 아이템을 포함하는 DLC 팩인 화려한 사막 키트를 무료로 배포 받을 수 있었다.
2022년 10월 라이브스트림에서, 맥시스는 모드 배포 웹사이트 커스포지(CurseForge)와 파트너십을 맺어 《심즈 4》 모드와 커스텀 콘텐츠를 위한 공식 배포 플랫폼을 제공할 것이라고 발표했다. 맥시스는 또한 "프로젝트 르네"라는 작업명으로 《심즈 4》의 후속작이 개발 중이라고 밝혔다. 건축 모드에서의 협동 멀티플레이어와 데스크톱 및 모바일 플랫폼 간 호환성과 같은 잠재적 게임 기능의 영상을 공개했으며, 이 게임이 무료 플레이가 될 것이라고 밝혔다.

## 다운로드 가능 콘텐츠
《심즈 4》의 유료 다운로드 가능 콘텐츠(DLC) 팩은 2015년부터 출시되기 시작했다. DLC 팩은 "확장팩", "게임팩", "아이템팩", "키트"의 네 가지 범주로 나뉜다. 확장팩은 가장 큰 규모의 콘텐츠 팩으로, 주로 특정 주제와 관련된 주요 새 기능에 초점을 맞춘다. 게임팩은 확장팩과 유사하지만 더 적은 양의 콘텐츠를 포함한다. 아이템팩은 소량의 가구와 의류 아이템만을 포함하는 소규모 DLC 팩이다. 키트는 가장 작은 규모의 DLC 팩으로, 각 키트는 가구나 의류 아이템 중 하나에만 배타적으로 초점을 맞춘다. 메타크리틱에 따르면, 확장팩과 게임팩에 대한 리뷰는 "대체로 호의적"에서 "복합적이거나 평균적인" 평가를 받았다.
| 이름                     | 출시일 / 팩 요약 |
| ------------------------ | --- |
| Get to Work              | PC:- 북미: 2015년 3월 31일 - 유럽: 2015년 4월 2일 콘솔:- 전세계: 2018년 3월 20일                                                       |
| Get to Work              | 새로운 상호작용 직업과 소매 상점 개업을 통한 직업 관련 게임플레이가 추가된다.                                                          |
| 《모두 함께 놀아요》     | PC:- 북미: 2015년 12월 8일 - 유럽: 2015년 12월 10일 콘솔:- 전세계: 2018년 9월 11일                                                     |
| 《모두 함께 놀아요》     | 클럽 시스템이 추가되고, 댄스플로어와 DJ 스테이션을 포함한 새로운 파티 관련 오락 오브젝트가 포함된다.                                   |
| 《시끌벅적 도시 생활》   | PC:- 북미: 2016년 11월 1일 - 유럽: 2016년 11월 3일 콘솔:- 전세계: 2017년 11월 14일                                                     |
| 《시끌벅적 도시 생활》   | 새로운 도시 기반 마을이 추가되고, 아파트에서의 생활과 문화 축제 참여와 같은 게임플레이 기능이 포함된다.                                |
| 《고양이와 강아지》      | PC:- 전세계: 2017년 11월 10일 콘솔:- 전세계: 2018년 7월 31일                                                                           |
| 《고양이와 강아지》      | 개와 고양이를 가구 반려동물로 추가, 구매 가능한 공동 부지로 동물병원을 추가한다.                                                       |
| 《사계절 이야기》        | PC:- 전세계: 2018년 6월 22일 콘솔:- 전세계: 2018년 11월 13일                                                                           |
| 《사계절 이야기》        | 게임에 날씨와 계절을 추가하며, 일부 야외 및 계절 관련 게임플레이 활동들을 추가한다.                                                    |
| 《스타 탄생》            | PC:- 전세계: 2018년 11월 16일 콘솔:- 전세계: 2019년 2월 12일                                                                           |
| 《스타 탄생》            | 유명인사 시스템과 상호작용 가능한 배우 직업을 추가한다.                                                                                |
| 《아일랜드 라이프》      | PC:- 전세계: 2019년 6월 21일 콘솔:- 전세계: 2019년 7월 16일                                                                            |
| 《아일랜드 라이프》      | 열대 섬 마을, 인어 심, 알바잡 시스템을 추가한다.                                                                                       |
| 《캠퍼스 라이프》        | PC:- 전세계: 2019년 11월 15일 콘솔:- 전세계: 2019년 12월 17일                                                                          |
| 《캠퍼스 라이프》        | 대학 경험과 대학을 주제로 한 세계를 추가한다.                                                                                          |
| 《에코 라이프》          | - 전세계: 2020년 6월 5일 |
| 《에코 라이프》          | 생태 발자국 시스템을 추가하고, 지속 가능한 생활과 관련된 게임플레이 오브젝트들을 추가한다.                                             |
| 《겨울이야기》           | - 전세계: 2020년 11월 13일 |
| 《겨울이야기》           | 눈 덮인 산악 일본 마을을 추가하며, 스포츠 관련 야외 눈 활동들을 일부 포함한다.                                                         |
| 《코티지 라이프》        | - 전세계: 2021년 7월 22일 |
| 《코티지 라이프》        | 시골 농사 게임플레이 활동과 라마, 소, 닭, 토끼, 야생 조류와 같은 농장 동물들을 추가한다.                                               |
| 《하이스쿨 라이프》      | - 전세계: 2022년 7월 28일 |
| 《하이스쿨 라이프》      | 게임 내 직업처럼 기능하는 고등학교 게임플레이와 십대 중심의 게임플레이 활동들을 추가한다.                                              |
| 《그로잉 투게더》        | - 전세계: 2023년 3월 16일 |
| 《그로잉 투게더》        | 가족 심의 모든 세대와 관련된 게임플레이 활동과 오브젝트들을 추가하고, 사회적 호환성 게임플레이를 통해 게임의 사회 시스템을 재구성한다. |
| 《즐거운 목장》          | - 전세계: 2023년 7월 20일 |
| 《즐거운 목장》          | 말을 소유할 수 있는 기능을 추가하며, 미국 남서부를 주제로 한 가구, 의상, 마을을 포함한다.                                              |
| 《북적북적 다세대 주택》 | - 전세계: 2023년 12월 7일 |
| 《북적북적 다세대 주택》 | 여러 부동산을 소유하고 임대 부동산에 거주할 수 있는 기능을 추가하며, 동남아시아에서 영감을 받은 마을을 추가한다.                       |
| 《심즈의 사랑법》        | - 전세계: 2024년 7월 25일 |
| 《심즈의 사랑법》        | 로맨스와 데이트와 관련된 기능과 아이템들을 포함한다.                                                                                   |

| 이름                          | 출시일                                                        |
| ----------------------------- | ------------------------------------------------------------- |
| 《캠핑을 떠나요》             | PC:- 전세계: 2015년 1월 13일 콘솔:- 전세계: 2018년 12월 4일   |
| 《스파 데이》                 | PC:- 전세계: 2015년 7월 14일 콘솔:- 전세계: 2019년 4월 18일   |
| 《외식하기 좋은 날》          | PC:- 전세계: 2016년 6월 7일 콘솔:- 전세계: 2018년 1월 8일     |
| 《뱀파이어》                  | PC:- 전세계: 2017년 1월 24일 콘솔:- 전세계: 2017년 11월 14일  |
| 《육아 일기》                 | PC:- 전세계: 2017년 5월 30일 콘솔:- 전세계: 2018년 6월 19일   |
| 《정글 어드벤처》             | PC:- 전세계: 2018년 2월 27일 콘솔:- 전세계: 2018년 12월 4일   |
| 《스트레인저빌》              | PC: - 전세계: 2019년 2월 26일 콘솔:- 전세계: 2019년 5월 14일  |
| 《마법의 나라》               | PC: - 전세계: 2019년 9월 10일 콘솔:- 전세계: 2019년 10월 15일 |
| 《스타워즈 바투 행성의 모험》 | - 전세계: 2020년 9월 8일                                      |
| 《나의 드림하우스》           | - 전세계: 2021년 6월 1일                                      |
| 《나의 결혼 이야기》          | - 전세계: 2022년 2월 23일                                     |
| 《늑대인간》                  | - 전세계: 2022년 6월 16일                                     |

### 이슈
《심즈 4》의 9번째 게임팩인 《스타워즈 바투 행성의 모험》은 2020년 8월 27일에 발표되었다. 이 팩 발표는 플레이어들로부터 부정적인 반응을 받았다. 플레이어들은 이 팩이 커뮤니티가 요청한 기능과 콘텐츠의 우선순위를 낮춘다고 느꼈으며, 일부는 EA가 《스타워즈》 비디오 게임 프랜차이즈의 소유권을 가진 것을 고려할 때 이것이 계약상의 의무일 것이라고 추측했다. 팩 발표 이전, 디지털 스파이의 단독 설문조사에서 플레이어들에게 향후 《심즈 4》 콘텐츠 팩에서 보고 싶은 주제를 물었을 때, 《스타워즈》는 21개의 가능한 선택지 중 마지막 순위를 차지했다. 맥시스는 부정적인 플레이어 반응에 대응하여 성명을 발표했으며, 선별된 커뮤니티 요청 기능과 향후 콘텐츠에 대한 개발 업데이트를 공개했고, 이러한 기능을 개발할 때 "기초 기술"과 관련된 문제가 있었다고 언급했다.
《심즈 4》의 11번째 게임팩인 《나의 결혼 이야기》는 2022년 2월 8일에 발표되었다. 팩 발표 다음 날, 맥시스는 동성애를 사회적 규범으로 홍보하는 콘텐츠를 금지하는 비디오 게임 법을 이유로 러시아에서 이 팩을 출시하지 않을 것이라고 밝혔다. 러시아 플레이어들의 강한 반발과 피드백 이후, 맥시스는 결정을 번복하고 "옵션을 재평가했다"고 밝히며 러시아에서 팩을 변경 없이 그대로 출시했다. 2022년 3월 이후, EA는 진행 중인 러시아의 우크라이나 침공으로 인해 러시아에서의 모든 비디오 게임 판매를 중단했다.
《나의 결혼 이야기》가 2022년 2월 23일 출시된 후, 게임의 주요 결혼식 이벤트 기능을 플레이할 수 없게 만드는 수많은 버그와 오류로 인해 플레이어와 리뷰어들로부터 비판을 받았다. 여기에는 심이 제대로 예식장을 걸어 다니지 않는 문제, 손님들이 부적절한 결혼식 복장으로 나타나는 문제, 결혼식 중 손님들이 부적절한 활동을 하는 문제 등이 포함되었다. 이 팩은 메타크리틱에서 62%의 종합 평론가 점수를 받았는데, 이는 《심즈 4》 게임팩 중 가장 낮은 점수였다. 맥시스는 이후 2022년 3월 31일에 이러한 오류 중 일부를 해결하기 위한 업데이트를 출시했다.

## 주해
1. ↑  블라인드 스쿼럴 게임즈가 플레이스테이션 4와 엑스박스 원 버전을 공동 개발했다.[1]